# Neosisyphus angulicollis
Neosisyphus angulicollis är en skalbaggsart som beskrevs av Felsche 1909. Neosisyphus angulicollis ingår i släktet Neosisyphus och familjen bladhorningar. Inga underarter finns listade i Catalogue of Life.